# Korshinskia assyriaca
Korshinskia assyriaca är en flockblommig växtart som först beskrevs av Josef Franz Freyn och Joseph Friedrich Nicolaus Bornmüller och fick sitt nu gällande namn av Pimenov & Kljuykov. Arten ingår i släktet Korshinskia och familjen flockblommiga växter. Inga underarter finns listade i Catalogue of Life.